# موریس ایسیس
موریس ایسیس (Morris Isis) خودرویی است که در سال‌های ۱۹۲۹ تا ۱۹۳۱۱۹۵۵-۱۹۵۸تولید شده‌است. طراحی آن خودروهای موتور جلو-محور عقب بوده است.

## نگارخانه

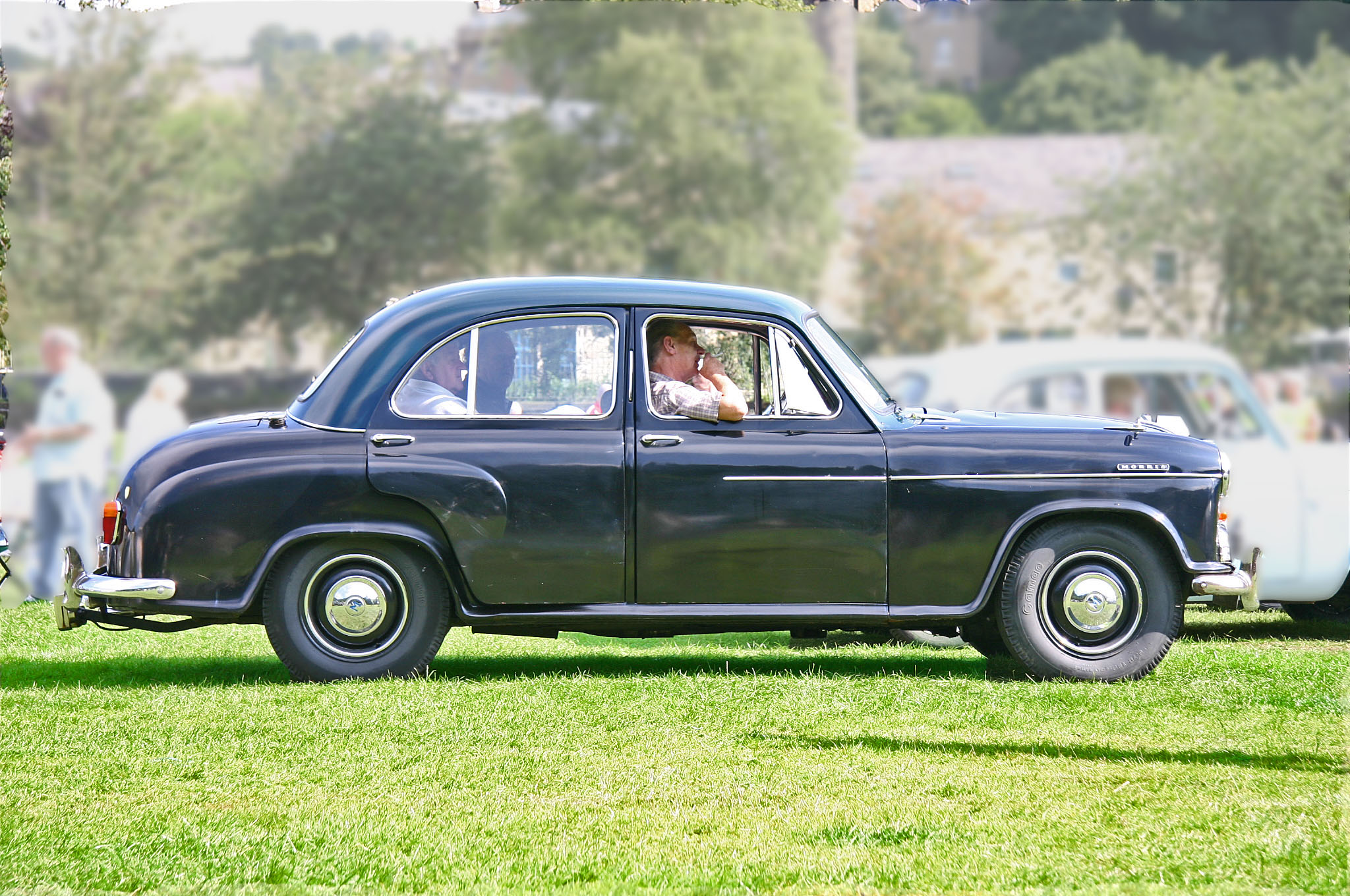
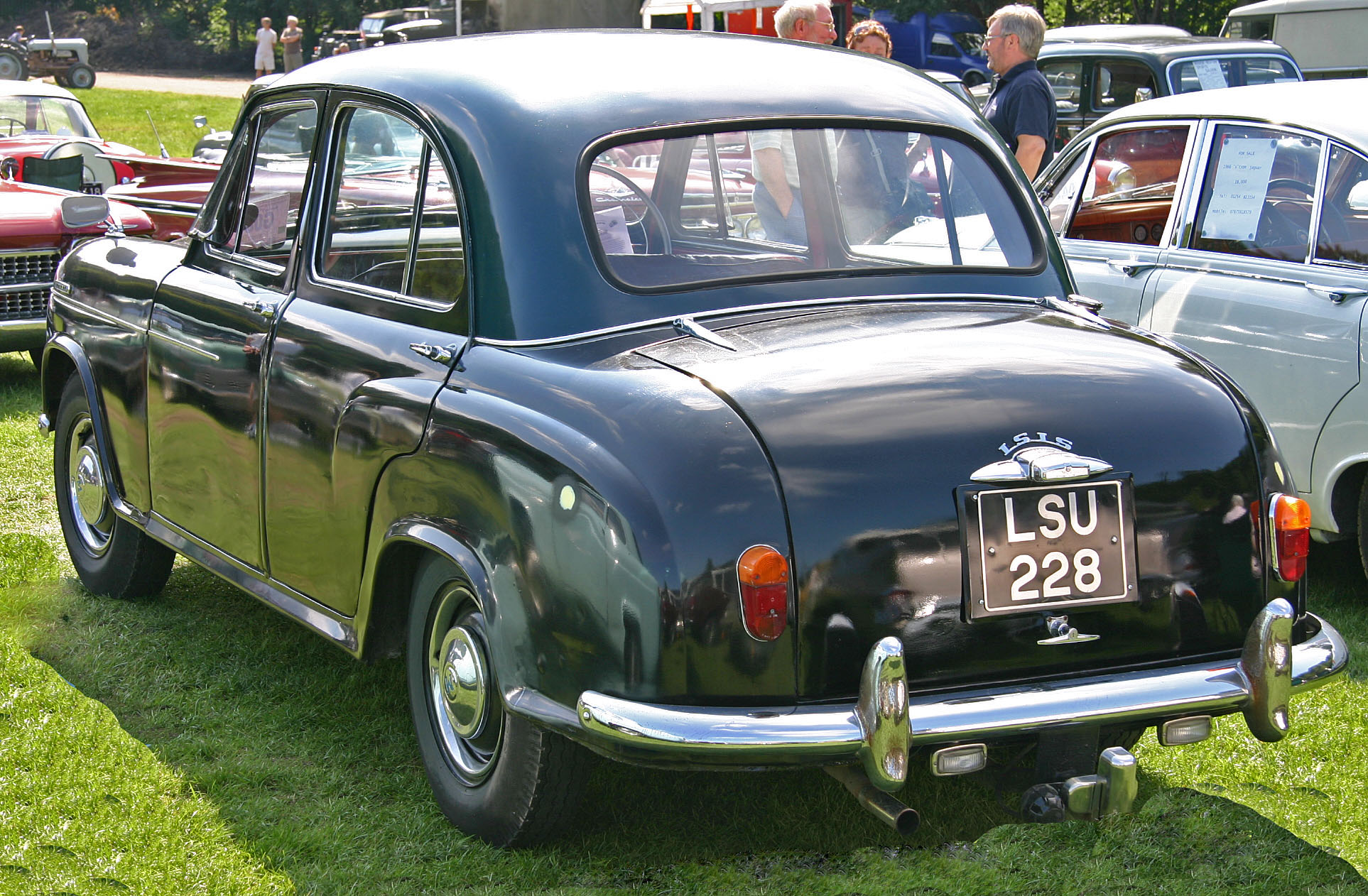